# Athrotaxis
Athrotaxis is de botanische naam van een geslacht uit de cipresfamilie (Cupressaceae) en het enige in de onderfamilie Athrotaxidoideae. Het geslacht is endemisch in West-Tasmanië, alwaar ze op grote hoogte groeien in vochtig gematigd regenwoud.

## Soorten
- Athrotaxis cupressoides
- Athrotaxis selaginoides
- Athrotaxis laxifolia